# Place Saint-Paul (Lyon)
 (janvier 2024).
Si vous disposez d'ouvrages ou d'articles de référence ou si vous connaissez des sites web de qualité traitant du thème abordé ici, merci de compléter l'article en donnant les références utiles à sa vérifiabilité et en les liant à la section « Notes et références ».
Pour les articles homonymes, voir Place Saint-Paul.
La place Saint-Paul est une place du quartier Saint-Paul dans le Vieux Lyon. Elle fut créée à l'occasion de l'ouverture de la Gare Saint-Paul en 1876.
Le funiculaire Loyasse qui servit de 1900 à 1937 et qui servait à emmener les morts jusqu'au cimetière de Loyasse sur la colline de Fourvière partait de la place Saint-Paul. Bien que démonté, les traces de la gare de départ sont encore visibles aujourd'hui.

## Lieux remarquables
- Une traboule du 3 place Saint-Paul au 5 de la rue Juiverie ;

## Accessibilité
Ce site est desservi par les stations de métro Hôtel de Ville - Louis Pradel et Vieux Lyon - Cathédrale Saint-Jean.
- Ligne forte C3
- Lignes de bus C14, C19, C20 et 31
- Navette fluviale Vaporetto
- Stations Vélo'v : Saint Paul (Gare) - Place Fousseret (Angle quai de Bondy) - Place Gerson (proche Quai Pierre Scize)